# Figularia clithridiata
Figularia clithridiata är en mossdjursart som först beskrevs av Campbell Easter Waters 1887.  Figularia clithridiata ingår i släktet Figularia och familjen Cribrilinidae. Inga underarter finns listade i Catalogue of Life.